# Bouffry
Bouffry är en kommun i departementet Loir-et-Cher i regionen Centre-Val de Loire i de centrala delarna av Frankrike. Kommunen ligger i kantonen Droué som tillhör arrondissementet Vendôme. År 2022 hade Bouffry 136 invånare.

## Befolkningsutveckling
Antalet invånare i kommunen Bouffry
| Referens: INSEE |